# Kauser János (kőfaragó)
Kauser János vagy Kauser Nepomuk János  (Pest, 1817 – Pest, 1871. október 1./október 2.) szobrász, kőfaragó és sírkőkészítő mester, építési vállalkozó.

## Élete

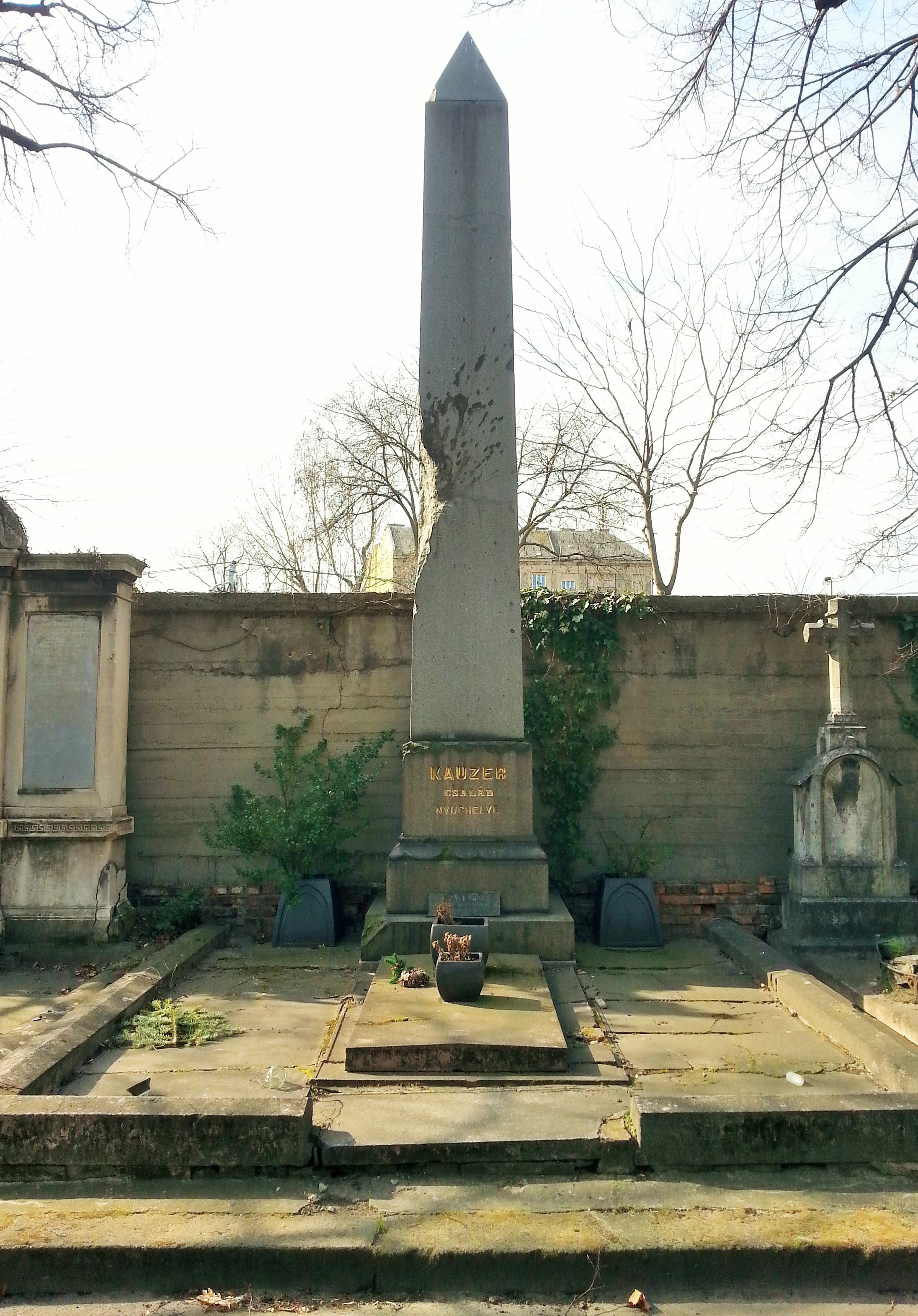
A Kauser-család síremléke a Fiumei úti sírkertben (jobb oldali falsírboltok 103.)

Kauser József (1788–1841) kőfaragó és Tonner Katalin legidősebb fiaként született, Kauser Lipót, Kauser István és Kauser Jakab testvére. A Bécsi Képzőművészeti Akadémián folytatott tanulmányokat, majd Pestre visszatérve dekoratív célú szobrászati és kőfaragói munkákat készített. Édesapja halála után ő vezette tovább annak vállalatát.
1848 és 1867 között tagja volt Pest város képviselő testületének. Felesége a híres orvos, Semmelweis Ignác (1818–1865) unokatestvére, Kölber Alojza volt. Gyermekei Kauser János (1847–1925) és Kauser József (1848–1919), illetve Kauser Gyula (1855–1920) építészek.
Alig 54 éves korában érte a halál 1871-ben. Testét a Fiumei úti sírkertben helyezték örök nyugalomra (jobb oldali falsírboltok 103.). Kőfaragóműhelyét 1872-ben veje, Seenger Béla (1852–1905) vette át, aki a századforduló idejére nagyüzemmé fejlesztette azt.

## Ismert munkáiból
Kauser János számos oltárt és domborművet készített, de sok síremlék is kikerült a keze közül. Jelentős alkotása a Pesti Lövőház szobrászati díszítményei. Szobrot tervezett pl. a Budapest, Gyulai Pál u. 5. számú házra.
Igen sok síremlékét lehet beazonosítani, a Fiumei úti sírkertben találhatók jegyzéke Tóth Vilmos könyvében olvasható.